# 劉彝鼎
劉彝鼎（？—？），號象鉉，陕西延安府绥德州和市里人。明朝政治人物。

## 生平
萬曆四十六年（1618年）戊午科陕西鄉試舉人，天啓二年（1622年）壬戌科進士。三年授朝邑县知县，四年本省同考。五年十二月调繁邹县令，士民思德，立生祠城西，有浙江巡抚张延登撰记。七年二月考满，擢户部山西司主事，二年五月督理山西大同粮储，三年七月升山西大同道兵备佥事，六年八月，忤内宦被逮问遣戍，后释归。值李过陷榆林，长子刘廷杰战死鼓楼下，侄子刘廷夔投雲巖閣死，贼衔之，乃复迫彝鼎起，令曰：从则擢高官，不从则与子侄同死。彝鼎曰：吾受恩君父，义不辱朝廷，宁甘与子侄同死。贼相语曰：此辈视死真如归，杀之反遂其愿，不如囚之使受活罪。于是杖缚解西安，至蒲城，军校少懈得脱，剪须易姓名，授生徒洛川。顺治初以闲归，老晚运坎坷，闻者怜之，然其后自廷杰而下，廷亮、廷向、廷顾、廷勃及祖愚、大年、嗣孔、沛年、瑶、瀛、澐、沅，明经科名历五世相继，支庶蕃衍，食廪饩、列黉序者，更夥人，又皆谓忠义报。